# Iglesia de Nuestra Señora del Monte Carmelo (Malolos)
La Iglesia de Nuestra Señora del Monte Carmelo es una iglesia católica construida en el año 1630 en la ciudad de Malolos, Bulacan, Filipinas. Después de haber ganado el título como la cuna de la democracia en el Oriente, el edificio religioso más importante de Filipinas, y el sitio de la Primera República Filipina, la Iglesia es proverbial por su importancia histórica entre los filipinos.
Fundada por misioneros agustinos en 1859, la iglesia también es conocida por su diseño arquitectónico y adornos internos. La iglesia original fue quemada durante la Revolución Filipina y reconstruida a unos kilómetros.